# おおぐま座W星
おおぐま座W星（おおぐまざWせい、W Ursae Majoris、W UMa）は、おおぐま座の方角にある食変光星である。視等級は約7.9で、暗くて肉眼では見えないが、小さい望遠鏡を使えば見ることができる。視差の測定より、地球から約170光年離れていることが分かっている。

## 発見
1903年、ドイツの天文学者グスタフ・ミュラーとパウル・ケンプが、この恒星の光度が変化しているのを発見した。明るさが変化する周期は4時間少々で、既知のどの変光星より大幅に短く、分類できなかった。発見当初から、食変光星が有力な仮説として挙げられていたが、ケフェイドや星団型変光星とする説もあり、1919年に分光観測で極大時に同じスペクトル線が2本現れることを検出し、軌道要素を割り出したことで、食変光星であることが定説となった。その後、直径と質量が小さく周期も非常に短い、おおぐま座W型変光星という変光星の分類のプロトタイプ星となった。

## 特徴

### 食変光星
この系は、軌道周期0.3336日（8時間26秒）の接近した円形軌道を公転する1対の恒星からなっている。周期毎に、それぞれの恒星がもう一方の恒星を掩蔽し、等級が減少する。1周期の間に、主星が掩蔽される主極小と、伴星が掩蔽される副極小が発生するので、発見当初は公転周期の半分の時間で変光すると報告された。最も明るい時の等級は7.75で、主星が掩蔽されている時は0.73等級、伴星が掩蔽されている時は0.68等級、それぞれ暗くなる。おおぐま座W星は接触連星であるため、掩蔽の始まりと終わりを明確に定めることはできない。

### 物理
おおぐま座W星の2つの恒星は非常に接近しているため、外層同士が接触しており、そのためどちらも同じスペクトル型F8Vpに分類され、これは水素の核融合でエネルギーを得ている主系列星であることを示す。主星は、質量や半径が伴星より大きく、質量は太陽の1.19倍、半径は太陽の1.08倍程度である一方、伴星は、0.57太陽質量、0.78太陽半径と推定される。ただし、主星、伴星共に高速な自転と潮汐力によって歪み、球形ではなく卵型に近い形をしていると考えられる。

### 長期変動
系の軌道周期は、変光が発見された1903年以来変化している。この変化は、主星と伴星の間で質量転移が起こり、角運動量の分布が変化することが原因と考えられる。恒星表面には恒星黒点があることがわかっており、強いX線放出が検出され、おおぐま座W型変光星の特徴である強い磁気活動の存在が示唆されている。この磁気活動は、質量転移を変化させたり、放出された物質へ角運動量を移転する磁気ブレーキによって、周期を変化させ得る。

## 重星
おおぐま座W星には、更にADS 7494 Bと呼ばれる12等級の伴星が存在し、3重連星系を形成していると考えられる。この伴星は、1920年にトーマス・エスピンによって発見された。